# Engebret Knudsen

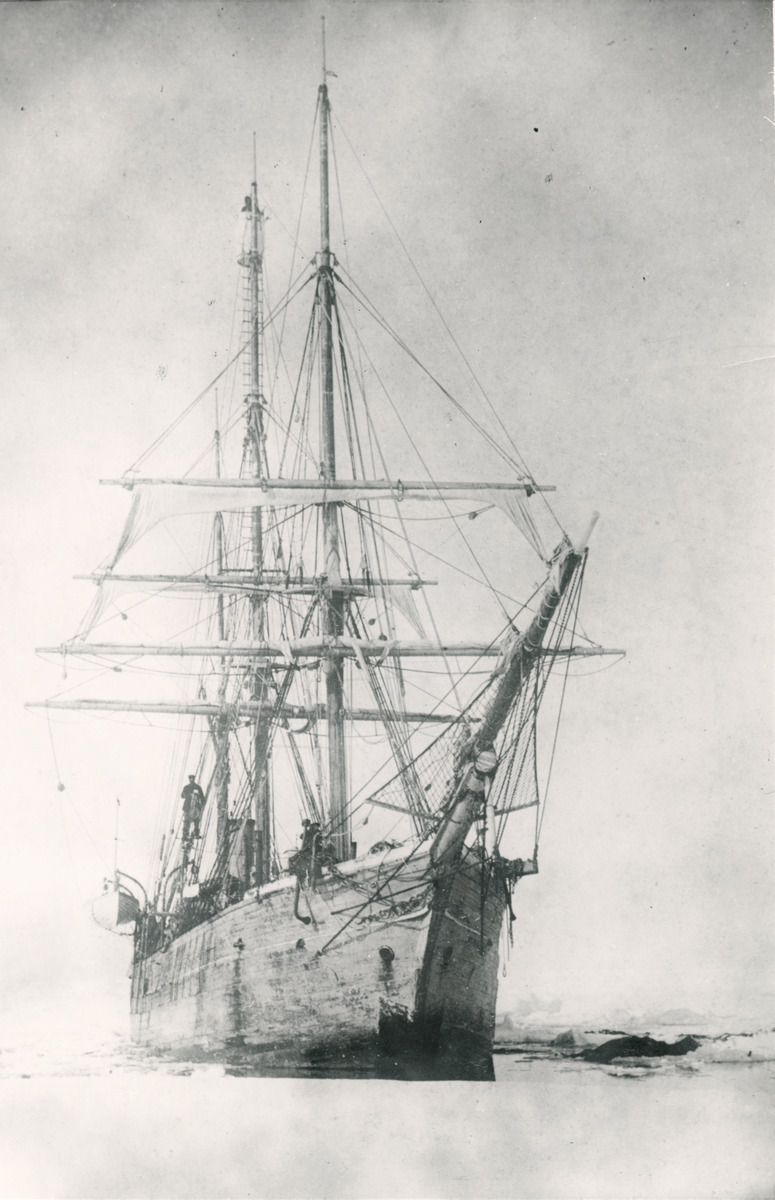
De "Belgica" die vastzit in het ijs.

Engebret Knudsen (Porsgrunn, 16 februari 1876 - Sandefjord, 17 maart 1900) was een Noorse lichtmatroos op de Belgische Zuidpoolexpeditie (1897-1899) onder leiding van commandant Adrien de Gerlache. De bemanningsleden kregen aanzien voor hun wetenschappelijk onderzoek en waren de eersten die overwinterden op Antarctica.

## De Belgica-expeditie (1897-1899)
Kort na vertrek uit Antwerpen diende de Belgica al hersteld te worden in Oostende, waardoor enkele bemanningsleden het schip verlieten. De Gerlache reisde terug naar Antwerpen en kon daar Engebret Knudsen, samen met de Noorse matroos Johansen, aannemen als lichtmatroos en zeilmaker. Knudsen was jong en had weinig ervaring, maar hij was zeer gedreven. De Gerlache beschreef hem dan ook als “een voorbeeldige matroos en een van de beste jongens. Alles wat hij verdiende was voor zijn moeder”.
Tijdens de Poolnacht, waarbij de Belgica vastzat in het ijs, kreeg Knudsen te kampen met zijn fysieke gezondheid. Hij liep tijdens de Zuidpoolexpeditie dan ook een aandoening op waaraan hij uiteindelijk zou sterven. Uit dankbetuiging voor de wetenschappelijke verdiensten en opoffering van de bemanningsleden kreeg Knudsen een bronzen medaille van het centrale comité van het Koninklijk Belgisch Aardrijkskundig Genootschap. 

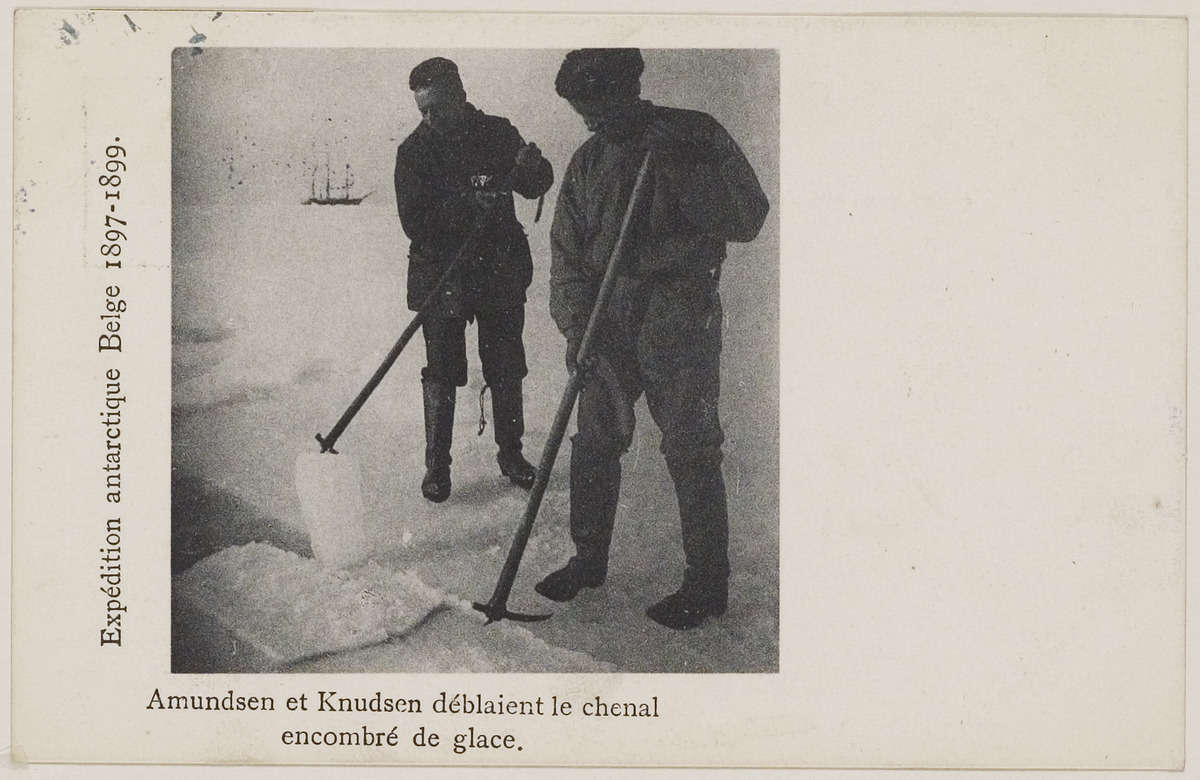
Knudsen en Amundsen graven een kanaal voor het bevrijden van de Belgica.

## Latere leven
Engebret Knudsen overleed op 17 maart 1900 (vier maanden na aankomst van de Belgica) in Noorwegen als gevolg van een aandoening die hij had opgelopen tijdens de Zuidpoolexpeditie.